# Fel

Fel este o comună în departamentul Orne, Franța. În 1 ianuarie 2018 avea o populație de 275 de locuitori.